# Maki Kawai
Maki Kawai (川合眞紀?   Japón, 1952) es una científica japonesa especializada en química, profesora en la Universidad de Tokio y es la presidenta de la Sociedad Química de Japón.

## Carrera
Hizo una licenciatura en la Universidad de Tokio en 1975 y un doctorado en 1980. Se desempeñó como investigadora durante su postdoctorado en el instituto de investigación RIKEN entre los años 1980 y 1982. En ese último año se unió a la Sociedad de Japón para la promoción de la ciencia, su investigación se centra en la dinámica vibracional de moléculas individuales en superficies. Su grupo de investigación monitoreó moléculas y átomos en superficies para comprender fenómenos físicoquímicos en nanocables y biomoléculas. Recibió además una beca de la Sociedad Estadounidense de Física para realizar una investigación sobre espectroscopia de moléculas simples. Otras áreas de investigación en las que ha contribuido son el monitoreo de energía de vibración y relajación de moléculas individuales haciendo uso de un microscopio de efecto túnel.
Kawai recibe apoyo constante de la Sociedad de Japón para la promoción de la ciencia, especialmente en la investigación sobre el transporte de electrones a nanoescala a través de capas moleculares. Además descubrió una nueva vía de reacción en el dióxido de titanio. En 1991 fue nombrada directora del departamento científico de RIKEN y fue nombrada directora ejecutiva en 2010. Desde el año 2004 es profesora en la Universidad de Tokio en el departamento de ciencia de materiales. En el año 2016 fue nombrada directora general del Instituto de Ciencia Molecular de Japón y en 2018 fue nombrada presidenta de la Sociedad Química de Japón, donde ejercerá el cargo desde mayo del mismo año hasta mayo de 2020, es la primera mujer en lograr la presidencia en los 140 años de historia de la organización científica.

### Publicaciones selectas
- Katano, Satoshi; Kim, Yousoo; Matsubara, Hiroaki; Kawai, Maki (2007). Reversible Control of Hydrogenation of a Single Molecule 316 (5833). Science. pp. 1883-1886. doi:10.1126/science.1141410.
- Katano, Satoshi; Kim, Yousoo; Masafumi, Hori; Kawai, Maki (2007). Hierarchical Chiral Framework Based on a Rigid Adamantane Tripod on Au(111) 129 (9). American Chemical Society. pp. 2511-2515. doi:10.1021/ja065893v.
- Kato, H.S.; Furukawa, M.; Kawai, M.; Hatsui, T. (2004). Electronic Structure of Bases in DNA Duplexes Characterized by Resonant Photoemission Spectroscopy Near the Fermi Level 93 (8). Physical Review Letters. Bibcode:2004PhRvL..93h6403K. doi:10.1103/PhysRevLett.93.086403.
- Kim, Yousoo; Komeda, Tadahiro; Kawai, M. (2002). Single-Molecule Reaction and Characterization by Vibrational Excitation 89 (12). Physics Abstract Service. Bibcode:2002PhRvL..89l6104K. doi:10.1103/PhysRevLett.89.126104.

### Premios y reconocimientos
- 2018: Cátedra Diels-Planck de la Universidad de Kiel[12]
- 2017: Medalla de honor del Gobierno de Japón[13]
- 2016: Premio Medard W. Welch de la American Vacuum Society[14]
- 2015: Mujer distinguida en química/ingeniería química de la Unión Internacional de Química Pura y Aplicada[15]
- 2015: Premio Gerhard Ertl de la Sociedad Max Planck[16]
- 2012: Premio Murai de Japón[6]
- 2009: Premio de la Sociedad Química de Japón[17]
- 2008: Reconocimiento a la ciencia y tecnología del MEXT[6]